# André Bouys
André Bouys (ou André Bouis, André Boys) est un peintre portraitiste et graveur (en manière noire) français né à Hyères en 1656 et mort le 18 mai 1740 à Paris.

## Biographie
Il étudie auprès de François de Troy, et acquiert une réputation suffisante pour entrer à l'Académie en 1688. Il y présente un portrait du peintre Charles de La Fosse fait en 1686, se trouvant aujourd'hui au château de Versailles), où l'on trouve également deux portraits de lui-même, dont l'un représente également sa première épouse. 
Son occupation principale était celle de portraitiste. Parmi ses modèles, se trouvaient plusieurs musiciens. À la fin de sa carrière, il s'ouvre toutefois au genre de la nature morte et de la scène de genre. Au Salon de 1737, en plus d'un portrait, il expose également cinq scènes de genre illustrant des moments de la vie populaire, notamment La récureuse, conservée au musée des Arts décoratifs de Paris. 

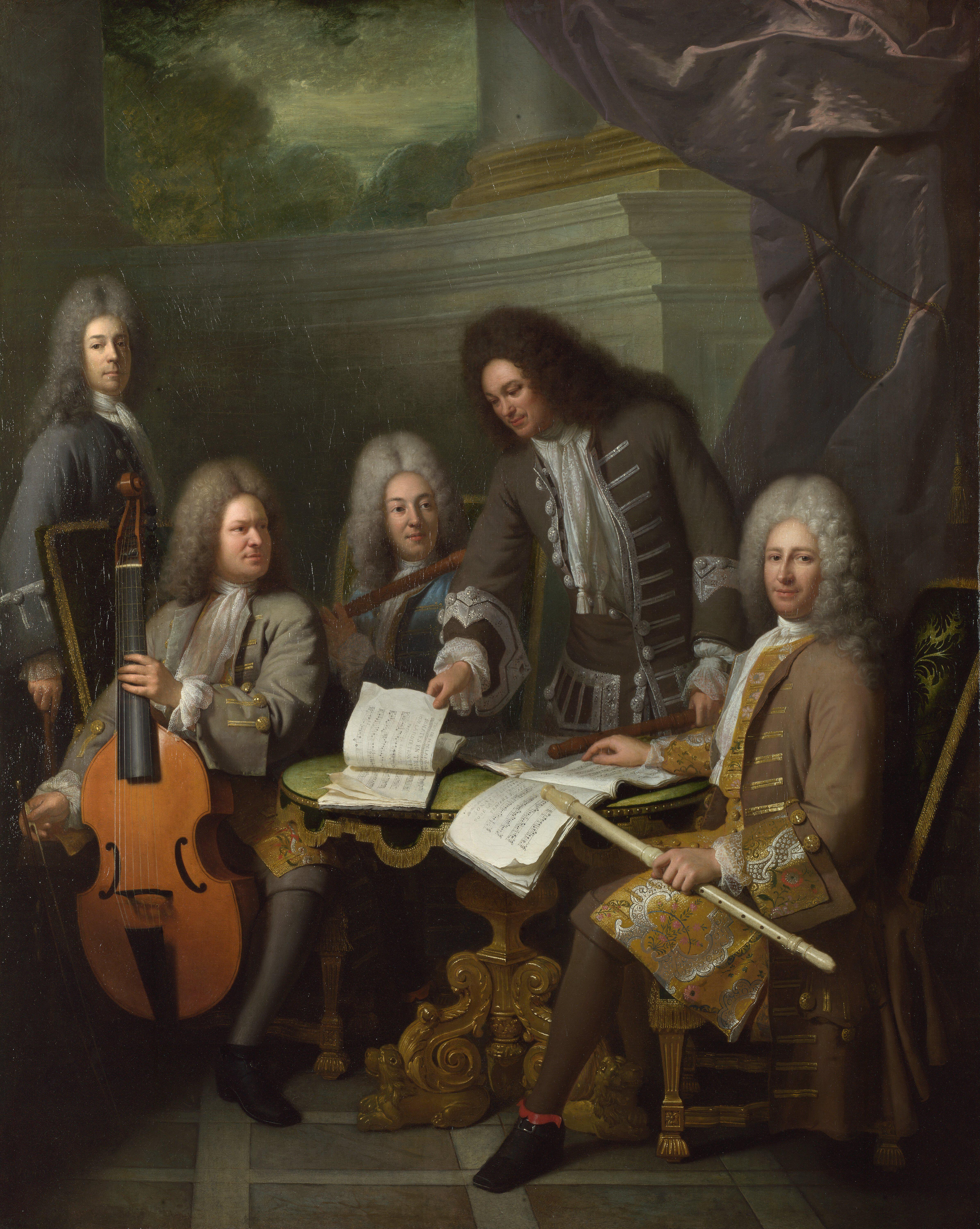
Portrait du compositeur Michel de La Barre, tournant les pages d'un cahier de musique, avec un joueur de viole et de deux flutistes, vers 1710 - 1715, attribué à André Bouys.

## Liste non exhaustive de ses gravures
- André Bouys et sa femme Marianne Rousseau (1713)[7],
- Catherine de Loison, veuve de Messire Pierre Le Cornu, chevalier seigneur de la Boissière (1704)[8],
- Cécile de Lisorez (1704),
- Charles Herault, peintre, conseiller de l'Académie (1704),
- Étienne Catillon Montauron, joaillier ordinaire de Monsieur,
- Joseph Bernard (1702),
- Lorenzo Fieschi, archevêque d'Avignon (1704)
- François de Troy (1704)[9],
- Claude Gros de Boze (1708)[10],
- François René, marquis de Bellay
- Le Prédicateur Massillon (1704) (Jean-Baptiste Massillon, évêque de Clermont-Ferrand)
- Marin Marais ordinaire de la musique de la chambre du Roy (1704)[11]

## Quelques-unes de ses œuvres

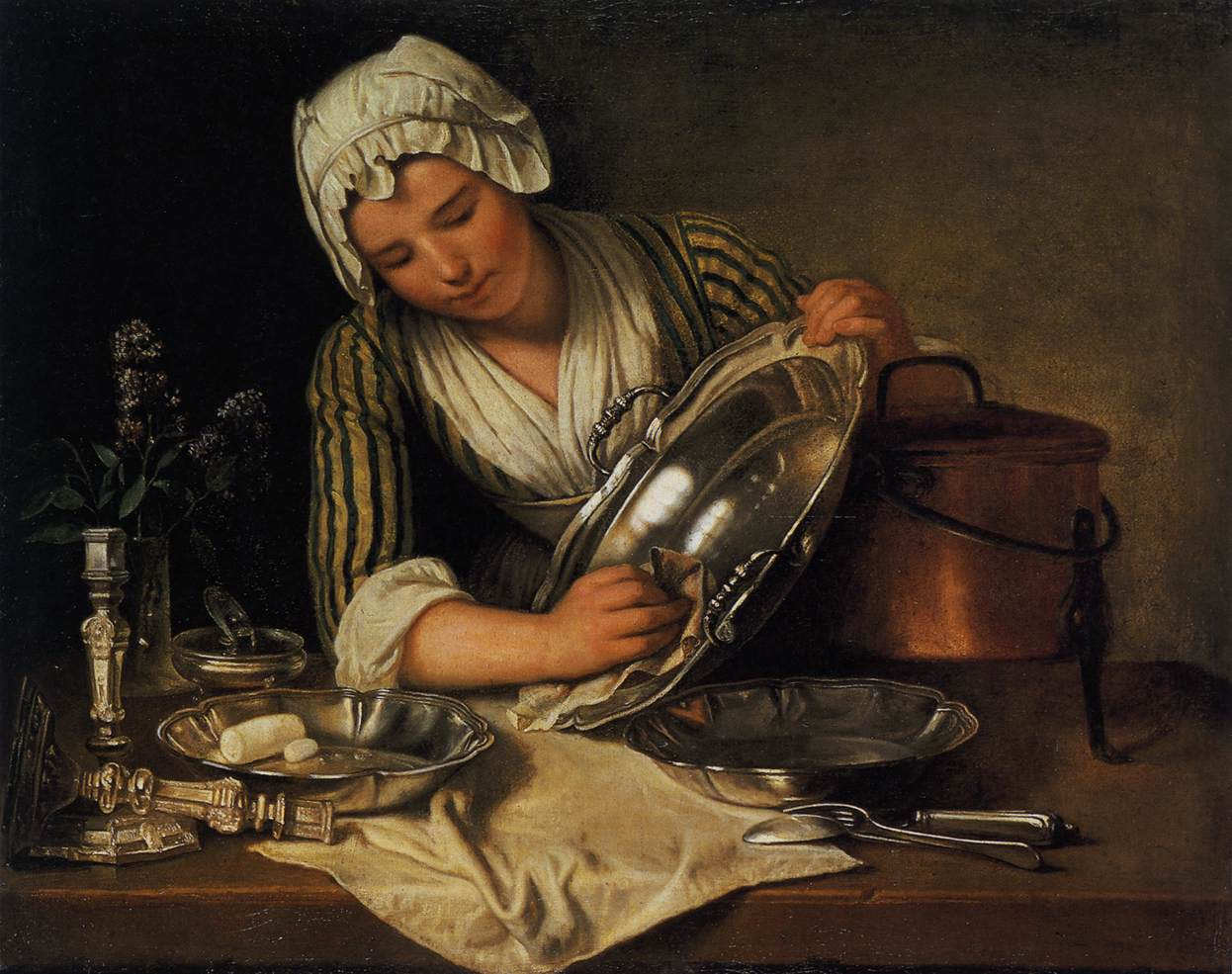
La récureuse
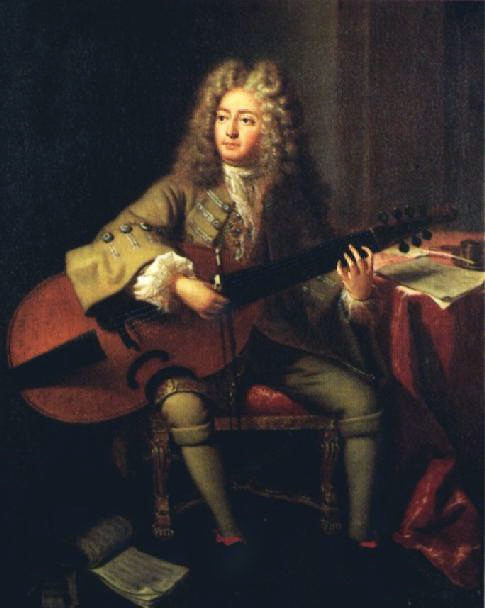
Marain Marais, musicien
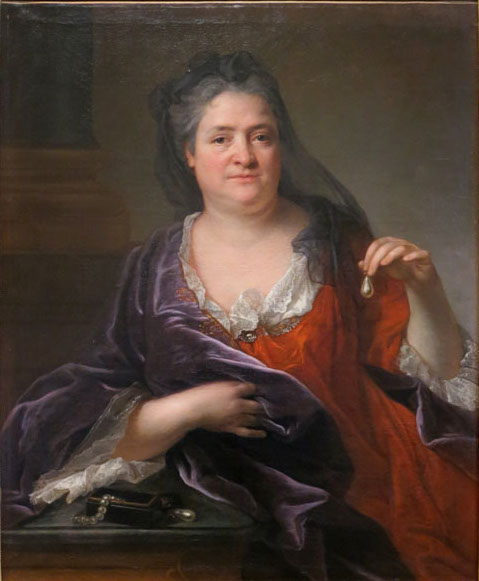
La Princesse Palatine Elisabeth Charlotte, Duchesse d' Orléans, 1700
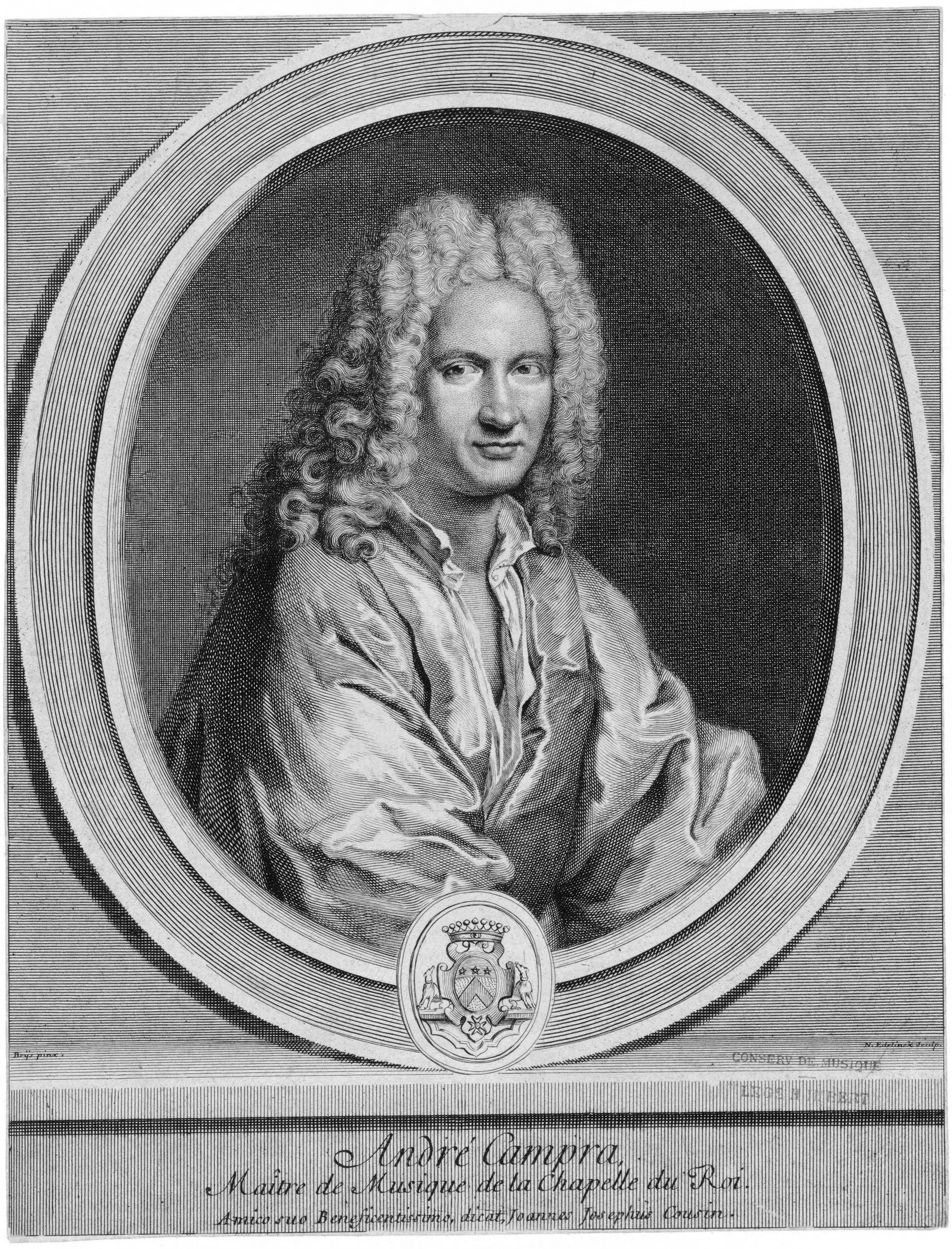
André Campra, musicien